# Pin Oak (Texas)
Pin Oak est une ancienne localité et dorénavant une ville fantôme, qui était située au nord-est de Smithville et à l'est du comté de Bastrop, au Texas central, aux États-Unis. La communauté est fondée par des allemands, originaires de la province de Westphalie, qui y construisent l'église Ste Marie, en 1869. L'actuelle église, remplace la précédente, en 1911.

### Source de la traduction
- (en) Cet article est partiellement ou en totalité issu de l’article de Wikipédia en anglais intitulé « Pin Oak, Texas » (voir la liste des auteurs).